# Пересипкін Володимир Федорович (шахіст)
Володимир Федорович Пересипкін (Гулаков) (10 березня 1953, Київ — 1994, Київ) — український радянський шахіст, майстер спорту СРСР (1970), міжнародний майстер (1978).

## Біографія
Батьки Володимира були льотчиками випробувачами і рано загинули. Він виховувався в сім'ї дядька Героя Радянського Союзу Федора Пересипкіна.
Володимир Пересипкін разом з Лідією Семеновою був найталановитішим вихованцем київської школи Юрія Сахарова. Характерною особливістю Пересипкіна була швидкість гри. За словами гросмейстера Адріана Михальчишина його талант був із розряду Штейна та Ананда, він їх навіть переважав своєю «кулеметною» грою, його інтуїція була дивовижною. Наприклад, у червні 1978 року на представницькому київському міжнародному турнірі (переміг Бєлявський), Пересипкін посів високе шосте місце та виконав норматив міжнародного майстра з неймовірним на ті роки середнім витраченим часом на партію — 45 хвилин. Та на жаль, у нього траплялися звичайні промахи, за які, «завдяки» Валерію Жидкову, його називали футбольним прізвиськом «мазилка».
Найвищі успіхи Володимира Пересипкіна: виступ за збірну СРСР у матчі проти Югославії у 1972 році, бронзова нагорода чемпіонату України 1974 року, учасник 1 ліги чемпіонатів СРСР 1976 та 1977 років, бронзовий призер міжнародного турніру «Кубок Високих Татр» (1978, Чехословаччина).
Також успішними можна вважати його виступи у складі спортивного товариства «Авангард» на всесоюзних командних кубках 1971, 1974 та 1976 років (одна бронзова командна та дві срібні особисті нагороди). Його одноклубниками на цих змаганнях були Леонід Штейн, Ігор Платонов,Юрій Коц, Владислав Шияновський, Юрій Сахаров, Олег Романишин, Олександр Бєлявський, Адріан Михальчишин, Геннадій Кузьмін, а серед суперників Анатолій Карпов та Борис Гулько.
Володимир Пересипкін навчався у Київському університеті, отримав диплом за напрямком іспанської філології. Працював у республіканському Спорткомітеті на посаді тренера. Однак там він почав зловживати спиртним, був звільнений. Спившись, проводив час у місцевому парку, граючи у шахи на гроші. Тут його і знайшли в один із днів 1994 року з проломленою головою.
Нижче представлена партія Володимира Пересипкіна проти Стефана Джурича на турнірі «Кубок Високих Татр» (1978).
[Site "Штрбське плесо"] 
[Date "?.11.1978"] 
[White "Володимир Пересипкін"]
[Black "Стефан Джурич"]
[Result "1-0"] 
[EventType "Tatran Cup 1978"] 
[EventCountry "-"]
1. c4 c5 2. Nf3 Nf6 3. Nc3 d5 4. cxd5 Nxd5 5. g3 Nc6 6. Bg2 g6 7. Qb3 Nb6 8. Ne4 e5 9. d3 Be6 10.Qc2 c4 11. O-O cxd3 12. exd3 Nb4 13. Qc3 f6 14. Bg5 N6d5 15. Nxf6+ Nxf6 16. Qxe5 Kf7 17. Bxf6 Qxf6 18. Ng5+ Ke7 19. Qc7+ 1-0

## Турнірні результати

### Чемпіонати України
Володимир Пересипкін зіграв у 6 фінальних турнірах чемпіонатів України.
| Рік  | Місто   | Турнір                 | + | − | = | Результат | Місце   |
| ---- | ------- | ---------------------- | - | - | - | --------- | ------- |
| 1970 | Київ    | 39-й чемпіонат України | 3 | 8 | 6 | 6 з 17    | 15 — 16 |
| 1972 | Одеса   | 41-й чемпіонат України | 6 | 3 | 8 | 10 з 17   | 5 — 6   |
| 1974 | Львів   | 43-й чемпіонат України | 6 | 0 | 7 | 9½ з 13   | Bronze  |
| 1976 | Донецьк | 45-й чемпіонат України | 5 | 5 | 3 | 6½ з 13   | 6       |
| 1977 | Житомир | 46-й чемпіонат України | 3 | 2 | 4 | 5 з 9     | 15      |
| 1980 | Харків  | 49-й чемпіонат України |   |   |   | ? з 13    | ?       |

### Інші турніри
| Рік  | Місто          | Турнір                                                        | + | −  | =  | Результат | Місце                   |
| ---- | -------------- | ------------------------------------------------------------- | - | -- | -- | --------- | ----------------------- |
| 1970 | Київ           | Чемпіонат Києва                                               | 7 | 3  | 5  | 9½ з 15   | Bronze                  |
| 1971 | Київ           | Чемпіонат Києва                                               | 5 | 4  | 4  | 7 з 13    | 5                       |
|      | Сухумі         | Національний турнір серед юніорів                             | 2 | 6  | 4  | 4 з 12    | 7                       |
|      | Ростов-на-Дону | 7-й командний кубок СРСР (СТ «Авангард», юніорська шахівниця) | 4 | 1  | 2  | 5 з 7     | (командне) (особисте)   |
| 1972 | Калінінград    | Півфінал 40-го чемпіонату СРСР                                | 3 | 11 | 3  | 4½ з 17   | 17 — 18                 |
|      | Охрид          | Матч Югославія — СРСР                                         | 1 | 0  | 1  | 1½ з 2    |                         |
| 1973 | Київ           | Чемпіонат СРСР серед молодих майстрів                         | 5 | 5  | 5  | 7½ з 15   | 9 — 10                  |
|      | Київ           | Чемпіонат Києва                                               |   |    |    | 8 з 13    | Bronze                  |
| 1974 | Москва         | 8-й командний кубок СРСР (СТ «Авангард», 4-та шахівниця)      | 3 | 1  | 4  | 5 з 8     | 6 (командне)            |
|      | Даугавпілс     | Відбірковий турнір 42-го чемпіонату СРСР                      | 6 | 4  | 3  | 7½ з 13   | 13 — 20                 |
| 1975 | Львів          | Чемпіонат СРСР серед молодих майстрів                         | 5 | 4  | 6  | 8 з 15    | 7 — 9                   |
|      | Київ           | Першість ДСТ «Авангард»                                       |   |    |    | 7½ з 13   | —4                      |
|      | Челябінськ     | Відбірковий турнір 43-го чемпіонату СРСР                      | 2 | 3  | 8  | 6 з 13    | 38 — 48                 |
|      | Київ           | Чемпіонат Києва                                               |   |    |    | 10½ з 15  | Bronze                  |
| 1976 | Тбілісі        | 9-й командний кубок СРСР (СТ «Авангард», 4-та шахівниця)      | 3 | 2  | 2  | 4 з 7     | 5 (командне) (особисте) |
|      | Ростов-на-Дону | Відбірковий турнір 44-го чемпіонату СРСР                      | 6 | 2  | 5  | 8½ з 13   | 3 — 8                   |
|      | Мінськ         | 1 ліга 44-го чемпіонату СРСР                                  | 3 | 4  | 10 | 8 з 17    | 11 — 13                 |
| 1977 | Алма-Ата       | Чемпіонат СРСР серед молодих майстрів                         | 0 | 9  | 6  | 3 з 15    | 16                      |
|      | Баку           | 1 ліга 45-го чемпіонату СРСР                                  | 4 | 6  | 7  | 7½ з 17   | 14 — 15                 |
| 1978 | Київ           | Міжнародний турнір                                            | 3 | 2  | 10 | 8 з 15    | 7                       |
|      | Даугавпілс     | Півфінал 46-го чемпіонату СРСР                                | 3 | 5  | 5  | 5½ з 13   | 44 — 55                 |
|      | Штрбське плесо | Міжнародний турнір «Tatran Cup»                               | 4 | 1  | 7  | 7½ з 12   | 3                       |